# Gaujiena socken
Gaujiena socken (lettiska: Gaujienas pagasts) är ett administrativt område i Ape kommun i Lettland.